# Better Luck Next Time
Better Luck Next Time (geralmente abreviado para BLNT ) é uma banda americana de pop punk de Los Angeles, Califórnia, Estados Unidos. Eles lançaram quatro álbuns e um EP split desde a formação em 2004. Seu quarto álbum, We Take it From Here, foi lançado em 16 de outubro de 2013.

## História

### Formação (2004-2005)
Better Luck Next Time foi formada na primavera de 2004 pelos membros originais Brian Bortoli, Matt Fuzzo, Chris Lucas e Leston Derrick. A banda surgiu quando Brian foi adicionado à formação do Snapout (o até então projeto de Matt, Chris, Leston e John). A adição de Brian trouxe uma mudança no estilo musical, portanto, o nome Snapout foi abandonado e alterado para Better Luck Next Time. O nome Better Luck Next Time originou-se das contínuas tentativas de Brian de promover sua carreira musical. A banda decidiu manter Better Luck Next Time com quatro integrantes e continuou sem John. Ambos Leston e Brian foram os vocalistas, com ambos os membros trocando os papéis principais e muitas vezes cantando duetos. Meses após sua formação, a banda gravou seu primeiro CD demo em seu estúdio de prática após transformá-lo em um estúdio de gravação totalmente funcional. A demo trazia quatro canções, todas as quais seriam regravadas mais tarde no álbum Third Time's A Charm .

### Third Time's A Charm(2005-2006)
A banda decidiu gravar um álbum com todo o material que possuía até então, o que acabou se tornando seu primeiro álbum Third Time's A Charm. O título faz uma espécie de referência ao nome da banda, Better Luck Next Time (Mais Sorte na Próxima Vez). Third Time's a Charm é uma expressão do inglês americano que significa algo como: "após ter tentado fazer algo e ter dado errado duas vezes, na terceira, com certeza irá dar certo". Antes da gravação começar, Leston acabou saindo da banda. Brian assumiu o papel de único vocalista dali para frente. A banda fez testes para encontrar um guitarrista principal substituto, o que os levou a Danny Cassese. Assim como seu CD demo, Third Time's A Charm foi gravado, masterizado e produzido inteiramente por eles mesmos. Após a gravação, Danny decidiu deixar a banda. Em uma tentativa de preencher a posição de guitarrista principal, a banda procurou o ex-guitarrista do Snapout, John.
Third Time's A Charm foi lançado pela própria banda em dezembro de 2005. Foi vendido em shows e por meio de seu site. Logo após o lançamento do álbum, eles decidiram adicionar um tecladista à banda para dar um som mais dinâmico. Depois de apenas uma audição, o quinto membro Joseph John foi adicionado à formação. Third Time's A Charm chamou a atenção da InYa Face Records em Tóquio, Japão, que assinou com a banda e lançou um álbum autointitulado em 2006. Em outubro de 2006, a banda fez uma turnê pelo Japão pela primeira vez, como atração principal do @UNITED Vol. 2 - Tokyo's Melodic Attack em Shibuya no Club Quattro. O álbum alcançou a Billboard japonesa em Nº19 no Top 50 Charts, e mais tarde foi declarado o disco punk/emo estrangeiro mais vendido de 2006 no Japão. Em setembro de 2006, a Better Luck Next Time foi escolhida como uma das 10 bandas locais entre 2.500 no sul da Califórnia, com a oportunidade de tocar no Inland Invasion da KROQ-FM, na qual ficou em segundo lugar. O vencedor foi determinado pelo número de votos apresentados pelos ouvintes da estação. A música inscrita para o concurso foi "TGI Goodbye", a qual também teve um videoclipe produzido.

### Start From Skratch(2007-2008)
Após o sucesso internacional de Third Time's A Charm, a Better Luck Next Time voltou ao estúdio para gravar seu segundo álbum, Start From Skratch, no início de 2007. Mais uma vez, o álbum seria gravado, masterizado e produzido exclusivamente por eles mesmos em seu próprio estúdio. Desta vez, no entanto, o álbum foi levado para Scottsdale, AZ, onde foi mixado por Ryan Greene (ex-Motor Studios em San Francisco, Califórnia). O título Start From Skratch, assim como a arte, funciona como uma sequência direta de Third Time's A Charm. O álbum foi lançado no Japão em agosto de 2007. Antes de seu lançamento, a banda foi convidada para tocar em um dos maiores festivais do Japão, o Punkspring 2007. O festival reuniu 17 bandas, incluindo NOFX, New Found Glory e Jimmy Eat World . Em outubro de 2007, poucos meses após o lançamento de Start From Skratch, eles voltaram ao Japão para outra turnê de divulgação do álbum com os Mad Caddies . A turnê cobriu algumas regiões do Japão como Tóquio, Osaka e Nagoya .
O sucesso internacional de ambos os álbuns chamou a atenção do mercado americano. Start From Skratch foi lançado em todo o país em abril de 2008 pelo World Records. Apenas 2 meses depois, em julho de 2008, a World Records lançou uma reedição de Third Time's A Charm. A reedição incluiu partes adicionais do teclado que foram gravadas por Joseph John e depois adicionadas. A reedição também foi remixada e remasterizada. Ambos os álbuns também apresentavam faixas bônus.

### Hybrid(2008)
Após seu retorno aos Estados Unidos para divulgação de Start From Skratch, a banda foi convidada para fazer um EP dividido chamado Hybrid com a banda italiana de pop punk Melody Fall. O EP consistia em oito canções; quatro da Better Luck Next Time e quatro da Melody Fall. Cada banda fez covers de 3 músicas, além de apresentar uma original própria. O EP foi lançado no Japão em maio de 2008 e alcançou popularidade entre os fãs japoneses. Em novembro de 2008, o World Records lançou Hybrid em todo o país em uma tiragem limitada de apenas 600 cópias.

### A Lifetime Of Learning(2009-2011)
Após o lançamento de Hybrid nos Estados Unidos,  a Better Luck Next Time decidiu seguir como um quarteto novamente, sem os teclados presentes na formação. No início de 2009, a banda começou a escrever seu terceiro álbum, A Lifetime Of Learning . Em vez de fazer tudo por conta própria como faziam no passado, a banda contratou Steve Kravac (Blink-182, Less Than Jake, MxPx) para gravar, projetar, produzir e mixar. O álbum foi gravado e mixado no Gourmet Sound em Encino, Califórnia (que é propriedade de Steve Kravac e do guitarrista Greg Hetson do Bad Religion). Uma turnê de verão com The Vandals e Voodoo Glow Skulls foi agendada no Japão para divulgar o lançamento do álbum, no entanto, Brian adoeceu devido a uma rara ocorrência conhecida como divertículo de Meckel e a Better Luck Next Time foi forçada a cancelar. A Lifetime of Learning foi lançado no Japão em dezembro de 2009 com uma turnê remarcada em janeiro de 2010.
O lançamento nacional de A Lifetime of Learning foi adiado várias vezes, principalmente devido a incertezas com a gravadora e a distribuidora. Em abril de 2010, a Better Luck Next Time anunciou que havia assinado com a Kid Tested Records para a distribuição do álbum. O lançamento nos Estados Unidos continha várias canções em fase de pré-produção, bem como versões demo de canções dos álbuns anteriores da banda Third Time's A Charm e Start From Skratch. A Lifetime of Learning lançado nos Estados Unidos em 3 de maio de 2011.

### We'll Take It From Here(2011-presente)
Após o lançamento de A Lifetime of Learning nos Estados Unidos, a banda ponderou sobre suas opções e possíveis abordagens para seu quarto álbum. Este seria o primeiro álbum com o guitarrista Travis Garrecht. No final de 2010, a banda escreveu e gravou quatro novas canções demo, porém nunca foram lançadas. Posteriormente, eles decidiram disponibilizar duas delas como um teaser para o material que estava por vir via internet (uma das quais seria regravada posteriormente para o novo álbum). Após a demo, a banda decidiu que queria voltar às suas raízes DIY dali para frente, o que significava que eles gravariam, masterizariam, produziriam e mixariam por conta própria mais uma vez.
Em 2011, Better Luck Next Time começou a escrever seu quarto álbum. A gravação e a produção ocorreram no final de 2011 e continuaram em 2012. Esse período foi muito difícil para Brian, pois ele estava passando por muitos problemas pessoais durante todo o processo de produção do álbum. Como resultado, muitas de suas dificuldades se refletem diretamente no álbum. A banda também não tinha certeza da distribuição das cópias devido aos atrasos enfrentados por A Lifetime Of Learning. Foi decidido que este álbum seria lançado por conta própria, seguindo a mesma linha de Third Time's A Charm .
Em 16 de julho de 2013, a banda anunciou que o título do álbum seria We Take it From Here . Ele foi lançado exatamente três meses depois, em 16 de outubro, no Japão e nos Estados Unidos.
Em 20 de dezembro de 2014, a banda anunciou que havia produzido uma nova música chamada "All My Favourite Bands" do ReverbNation no lado b do álbum We Take It From Here .

## Membros
Atuais membros
- Brian Bortoli - Vocais, Guitarra (2004 - presente)
- Matt Fuzzo - Baixo (2004-presente)
- Travis Garrecht - Guitarra principal (2010 - presente)
- Chris Lucas - Bateria (2004 - presente)

Antigos membros
- Leston Derrick - vocais, guitarra (2004–2005)
- Danny Cassese - guitarra solo (2005)
- Joseph John - Teclados (2006–2008)
- John Holzer - Guitarra principal (2005–2010)

## Discografia

### Álbuns
- Third Time's a Charm (2005)
- Start from Skratch (2007)
- A Lifetime of Learning (2009)
- We'll Take it From Here (2013)

### Splits
- Hybrid (2008)

### DVDs
- Twisted TV DVD lançado em 24 de abril de 2007 pela Go-Kart Films. — contém o videoclipe da música "TGI Goodbye".

### Compilações
- Pop Punk Loves You 3 — lançado em 27 de março de 2007 pela Wynona Records na Itália